# 米糠

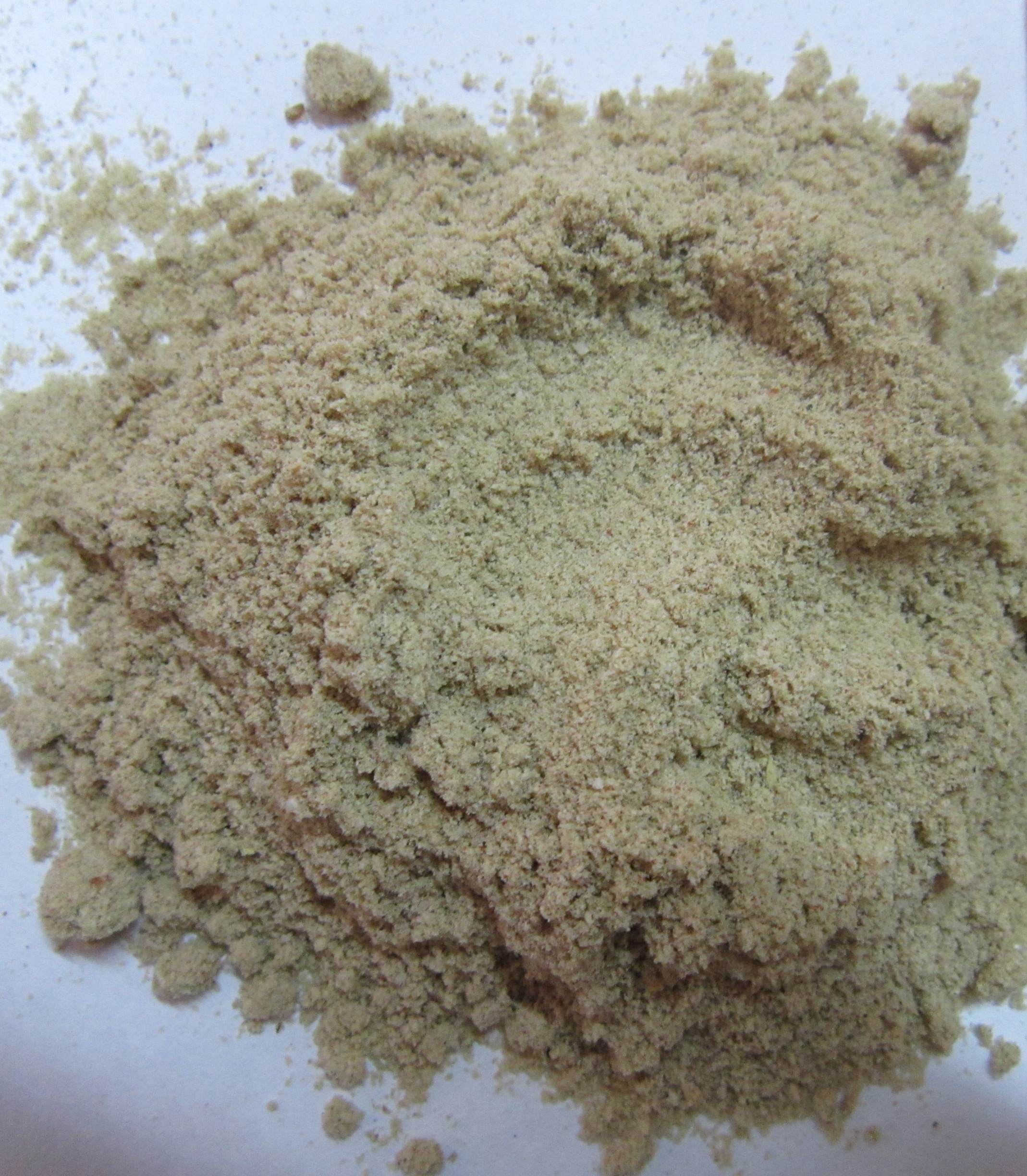
米糠

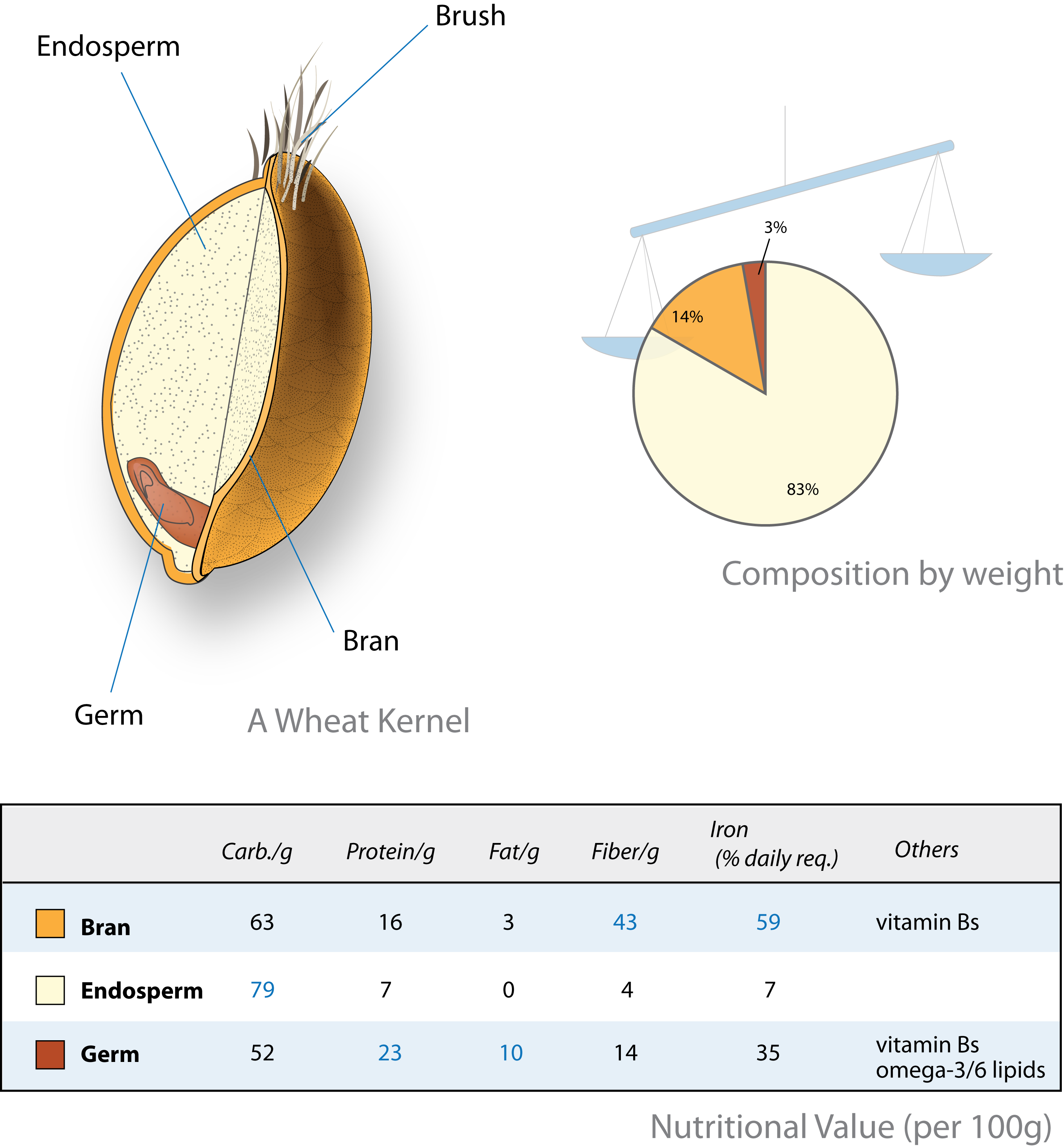
稻米仁剖面圖

米糠是稻米加工中碾米工序得到的黃色细粒，是稻米果实的皮层及胚，也称为细糠、清糠、米皮。米糠的植物学解剖构造包括：果皮、种皮、珠心层、糊粉层及胚；此名词的植物学部位相当于小麦的麦麸。糠层一词意义上不含 胚。中国大陆某些地区对于米糠较不精确的称呼，其组分还包括稃壳（稻穀的壳）。
稻穀在脱粒脱壳后得到糙米，糙米是完整的水稻果实。而我们通常所食用的稻米是指的是加工后的精米，它是水稻种子的胚乳部分。在从糙米到精米的过程中抛弃掉的部分就是米糠。
米糠的化学成分主要是糖类、脂肪和蛋白质，此外还含有维生素硫胺等成分。米糠可以用于提取米糠油，还可以作为动物饲料。入藥用的穀糠，多指米皮糠而言。一般中藥選用的是米皮糠的內衣，中醫稱為「杵頭糠」，又稱「穀白皮」。內服藥用一般以杵頭糠為主，穀糠外皮較少用。

## 主要成分
- 植酸
具有抗癌、預防尿道結石與腎結石、抑制牙垢形成等效果。
- 肌醇
研究發現對於脂肪肝與高血脂、血清素異常所引起憂鬱症、恐慌症、強迫症有效果。
- 阿魏酸
米糠所特有的物質。具有防制紫外線吸收與酸化的機能、多用於食品與化粧品。
- 穀維素
米糠所特有的物質。能抑制膽固醇的吸收、此外也應用於具有防曬效果的化妝品上。
- 膳食纖維
- 維他命B1
- 維他命B6
- 維他命E
- 礦物質
  - 鐵
  - 鎂
  - 錳

## 延伸阅读
[在维基数据编辑]
 《欽定古今圖書集成·經濟彙編·食貨典·糠部》，出自陈梦雷《古今圖書集成》